# Richard Lett
Richard Lett (Camrose, 22 marzo 1960) è un attore e comico canadese, noto per i suoi monologhi contro l'uso di droghe ed alcool.

## Biografia
Lett ha iniziato la sua carriera come comico a fine anni '80 facendo tournée a livello nazionale per Yuk Yuk's. Ha aperto il Trailer Park Boys per gli attori Robb Wells, John Paul Tremblay, Mike Smith e il cantante Michael Bublé. In seguito inizia a fare cabaret in vari bar e in vari teatri.
Negli anni seguenti si è esibito in numerosi ruoli televisivi, inclusi ruoli in alcuni episodi delle serie TV Dark Angel, Supernatural e Il socio. Ha interpretato il ruolo principale nella serie web Pay Up, che ha vinto sei premi al LAweb Fest. Nel 2020 è stato scelto come uno dei protagonisti del film Corona, basato sulla pandemia di COVID-19 del 2019-2021.

## Filmografia parziale

### Cinema
- Hak mau II: Chi saat Yip Lai Hing, regia di Stephen Shin (1992)
- Airport In, regia di Erik Whittaker (1996)
- Comedy Club, regia di J.P. Mass (2000)
- Truth and Betrayal, regia di Cliff Skelton - cortometraggio (2004)
- The Package, regia di Silva Mungai - cortometraggio (2009)
- Aunt Flo, regia di Ashley McLean - cortometraggio (2009)
- Real Gangsters, regia di Frank D'Angelo (2013)
- Luba, regia di Caley Wilson (2018)
- Jack and Coke, regia di Heather Hawthorn Doyle - cortometraggio (2018)
- All Joking Aside, regia di Shannon Kohli (2020)
- Corona, regia di Mostafa Keshvari (2020)

### Televisione
- Dark Angel - serie TV, episodio 01x03 (2000)
- UC: Undercover - serie TV, episodio 01x08 (2001)
- Family in Hiding, regia di Timothy Bond - film TV (2006)
- Supernatural - serie TV, episodio 02x05 (2006)
- Il socio - serie TV, episodio 01x18 (2012)
- Pay Up - webserie, 6 episodi (2014)
- Quel Natale che ci ha fatto incontrare (Picture a Perfect Christmas), regia di Paul Ziller - film TV (2019)